# 布朗卷柏
布朗卷柏（学名：Selaginella braunii）为卷柏科卷柏属下的一个种。

## 扩展阅读
- 維基物種上的相關：布朗卷柏